# Anne Cecil
Anne Cecil (5 décembre 1556 - 5 juin 1588), comtesse d'Oxford, est la fille de l'homme d'État William Cecil (1er baron Burghley), conseiller principal de la reine Élisabeth Ire d'Angleterre, et de la traductrice Mildred Cooke. Elle est la première épouse d'Édouard de Vere, 17e comte d'Oxford.

## Biographie
Anne est née le 5 décembre 1556. Elle est la fille aînée de William Cecil (1er baron Burghley), le principal membre du Conseil privé de la reine Élisabeth, et de sa seconde épouse, Mildred Cooke, une femme connue pour sa culture et ses traductions du grec. Anne est une enfant intelligente et bien éduquée. On pense qu'elle est instruite par William Lewin . Elle connaît le français, le latin et peut-être l'italien . Une lettre du savant allemand Jean Sturm fait référence à sa connaissance du latin . Son père l'appelle affectueusement « Tannakin » . Elle occupe à la cour la fonction de fille d'honneur de la reine.
En 1569, Anne est fiancée à Sir Philip Sidney. Les négociations de mariage échouent, et elle épouse à la place le 16 décembre 1571 au palais de Whitehall, en présence de la reine, Édouard de Vere, 17e comte d'Oxford, fils de John de Vere (16e comte d'Oxford) et de Margery Golding. C'est un triple mariage où sont aussi célébrées les unions d'Edward Somerset (4e comte de Worcester), avec Elizabeth Hastings et d'Edward Sutton, 4e baron Dudley, avec Mary Howard . Le mariage est célébré en grande pompe. Selon certains récits, Anne aime vraiment le comte d'Oxford, qui, en tant que pupille de son père, a en partie grandi dans la maison des Cecil. Cependant, ses raisons pour épouser Anne sont surtout intéressées, car il espère que son nouveau beau-père paiera ses nombreuses dettes .
Après son mariage, Anne continue de vivre avec ses parents à Theobalds House. Lorsqu'elle donne naissance à son premier enfant, Elizabeth, le 2 juillet 1575, son époux est en voyage sur le continent. À son retour, il accuse Anne d'adultère et déclare que l'enfant n'est pas de lui, apparemment pour se venger du fait que William Cecil n'a pas réussi à sauver son cousin, Thomas Howard (4e duc de Norfolk), de l'exécution .
En avril 1576, il se sépare d'Anne et refuse de la reconnaître comme son épouse ou d'accepter sa présence à la cour, malgré les menaces de William Cecil et les avertissements de Mildred Cooke. Lors de leur séparation, le comte d'Oxford entretient une liaison avec une dame de la reine, Anne Vavasour. Lorsque cette dernière donne naissance à un fils illégitime, Edward, en mars 1581, le couple est envoyé à la Tour de Londres sur ordre de la reine. Le comte est libéré et, en décembre 1581, Anne reprend sa correspondance avec lui. En janvier 1582, le couple se réconcilie, le comte reconnaissant la paternité de sa fille.
Le couple donne finalement naissance à cinq enfants :
- Elizabeth de Vere (2 juillet 1575 - 10 mars 1627), épouse de William Stanley (6e comte de Derby), dont descendance ;
- Lord Bulbecke, décédé en mai 1583 dans la petite enfance ;
- Bridget de Vere (6 avril 1584 - décembre 1630/mars 1631), épouse de Francis Norris, 1er comte de Berkshire, dont descendance ;
- Frances de Vere, décédée en bas âge le 12 septembre 1587 ;
- Susan de Vere (26 mai 1587 - janvier 1629), épouse de Philip Herbert (4e comte de Pembroke), dont descendance.

Dans son Pandora (1584), une œuvre dédiée à son mari, le harpiste et poète John Southern attribue à Anne l'écriture de six poèmes élégiaques commémorant son fils en bas âge, Lord Bulbecke, après sa mort prématurée en mai 1583. Bien que cela soit contesté par Stephen May, les poèmes étant écrits dans le style de Southern et s'inspirant fortement de son poète préféré, Philippe Desportes  Louise Schleiner plaide pour l'attribution de ces œuvres à Anne .
Anne meurt le 5 juin 1588 à l'âge de 31 ans à la cour de la reine, à Greenwich, de causes inconnues. Elle est inhumée dans l'Abbaye de Westminster  dans une tombe qu'elle partage avec sa mère, décédée en 1589, et sur laquelle se trouve son effigie. Ses filles y sont également inhumées. Son père est tellement accablé de chagrin à sa mort qu'il ne peut s'acquitter de ses fonctions ministérielles au Conseil privé. Ses trois jeunes filles restent auprès de lui et reçoivent une excellente éducation avant de se marier dans la pairie. Son époux se remarie en 1591 avec Elizabeth Trentham, la mère de son héritier Henry de Vere (18e comte d'Oxford).

## Représentation dans la fiction
Lady Anne Cecil est interprétée de façon romancée dans le film Anonymous (2011) par les actrices Amy Kwolek et Helen Baxendale.